# Remera (Musanze)
Remera (Kinyarwanda Umurenge wa Remera) ist einer von 15 Sektoren im Distrikt Musanze in der Nordprovinz von Ruanda.

## Geographie
Muhoza hat eine Fläche von 25,8 km² und liegt auf einer Höhe von etwa 1950 m. Der Sektor unterteilt sich in die fünf Zellen Gasongero, Kamisave, Murandi, Murwa und Rurambo. Nachbarsektoren sind im Norden Gacaca, im Osten Gashaki, im Süden Kivuruga, im Südwesten Cyabingo und im Westen Rwaza. Im Norden liegt der Sektor am Ruhondo-See.

## Bevölkerung
Nach der Volkszählung von 2022 betrug die Einwohnerzahl 19.987 Einwohner. Zehn Jahre zuvor waren es 19.112, was einem jährlichen Bevölkerungszuwachs von 0,5 Prozent zwischen 2012 und 2022 entspricht.

## Verkehr
Eine District Road führt durch den Sektor, die Stand 2022 nicht asphaltiert ist.